# 大内暢三

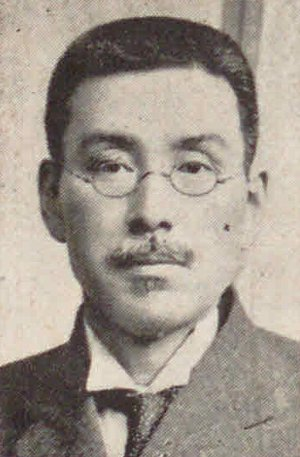
大内暢三

大内 暢三（おおうち ちょうぞう、1874年（明治7年）3月15日 - 1944年（昭和19年）12月31日）は、衆議院議員（憲政本党→立憲国民党→革新倶楽部→立憲政友会）、東亜同文書院院長・同大学学長。

## 経歴
福岡県八女郡白木村（現在の八女市）に、大内精一郎の長男として生まれる。1890年（明治23年）に東京専門学校（現在の早稲田大学）に入学して政治学を専攻し、1894年（明治27年）からはアメリカ合衆国のコロンビア大学に入学して、政治学と憲法学を学んで法学修士の称号を得た。帰国後、早稲田大学の講師を務めたが、貴族院議員・公爵近衛篤麿の知遇を得、1899年（明治32年）に近衛の欧米歴訪に随行した。また近衛が東亜同文会を創設するのに協力した。近衛の死後、韓国に渡って木浦で開墾事業に従事した。
1908年（明治41年）、第10回衆議院議員総選挙に出馬し、当選。以後、当選回数は5回を数えた。その間、朝鮮京南鉄道取締役を務めたほか、東方文化事業創設に尽力し、総委員として上海研究所に駐在した。
東亜同文会では理事を務めていたが、政界引退後の1931年（昭和6年）1月、東亜同文会が上海に設立していた東亜同文書院の院長代理として赴任し、同年12月に院長に就任した。1939年（昭和14年）、東亜同文書院が大学に昇格すると初代学長に就任し、翌年まで務めた。
ファッションジャーナリスト大内順子は直系の孫にあたる。
生家は八女市指定文化財「白城の里 旧大内邸」として公開されている。